# Russellville (Karolina Południowa)
Russellville – jednostka osadnicza w Stanach Zjednoczonych, w stanie Karolina Południowa, w hrabstwie Berkeley.